# تاک جه هون
به سونگ وو (کره‌ای: 배성우؛ زادهٔ ۲۴ ژوئیه ۱۹۶۸)، که بیشتر با نام هنری خود تاک جه هون (کره‌ای: 탁재훈) شناخته می‌شود، خواننده، بازیگر و سرگرم‌کننده اهل کره جنوبی است. او ابتدا به خاطر عضویت در گروه کی-پاپ کانتری کو کو شناخته شد. او از آن زمان به عنوان یک سرگرم‌کننده در برنامه‌های ورایتی کره جنوبی به فعالیت پرداخته‌است.

## فیلم‌شناسی

### فیلم
| سال  | عنوان                      | نقش              | توضیحات      |
| ---- | -------------------------- | ---------------- | ------------ |
| ۱۹۹۴ | ماه به خودی خود طلوع می‌کند | چا گال چی        |              |
| ۲۰۰۲ | مسابقهٔ عالی                | ارشدِ هیوجین      |              |
| ۲۰۰۴ | همه رازهایی دارند          | سانگ ایل         |              |
| ۲۰۰۵ | دلیر                       | رولو             | دوبلهٔ کره‌ای  |
| ۲۰۰۵ | ازدواج با مافیای دو        | جانگ سوک جه      |              |
| ۲۰۰۶ | کی‌بونگ پابرهنه             | یو چانگ          |              |
| ۲۰۰۶ | میان عشق و نفرت            | جون یونگ         |              |
| ۲۰۰۶ | ازدواج با مافیای سوم       | جانگ سوک جه      |              |
| ۲۰۰۶ | سه کیم                     | کارگردان کیم کی۱ |              |
| ۲۰۰۶ | آقای استیل                 | گانگ چول         |              |
| ۲۰۰۷ | بدترین مرد زندگی من        | سونگ ته          |              |
| ۲۰۰۸ | شازده کوچولو               | هان جونگ چول     |              |
| ۲۰۰۸ | وقتی تو خواب بودی          | چول جین          |              |
| ۲۰۱۱ | ازدواج با مافیای چهارم     | جانگ سوک جه      |              |
| ۲۰۱۸ | برای مردن خیلی داغه        | بیست و یکمین مرد | حضور افتخاری |

### مجموعه تلویزیونی
| سال  | عنوان                     | نقش                  | شبکه    | توضیحات      |
| ---- | ------------------------- | -------------------- | ------- | ------------ |
| ۱۹۹۳ | پلیس                      | یون دونگ هو          | ام‌بی‌سی  |              |
| ۱۹۹۸ | سون‌پونگ کلینیک            |                      | اس‌بی‌اس  | حضور افتخاری |
| ۲۰۰۴ | Match Made in Heaven      | یون دونگ هو          | اوسی‌ان  | حضور افتخاری |
| ۲۰۰۹ | سیتی هال                  | دکتر تاک             | اس‌بی‌اس  | حضور افتخاری |
| ۲۰۰۹ | ملکه بازگشت               | نا بونگ هی           | کی‌بی‌اس۲ |              |
| ۲۰۱۲ | استاد سمندر و سایه‌ها      | سونگ هون             | اس‌بی‌اس  | حضور افتخاری |
| ۲۰۱۶ | خانم یونگ ئه زشت - فصل ۱۵ |                      | تی‌وی‌ان  | حضور افتخاری |
| ۲۰۲۰ | فروشگاه ست بیول           | پی‌دی وب‌تون بزرگسالان | اس‌بی‌اس  | حضور افتخاری |
| ۲۰۲۱ | دارک هول                  | صاحب رستوران         | اوسی‌ان  | حضور افتخاری |
| ۲۰۲۳ | آیدل بهشتی                | سون وو شیل           | تی‌وی‌ان  | [ ۱ ]        |

### برنامه تلویزیونی
| سال        | عنوان                         | نقش               | شبکه     | توضیحات           |
| ---------- | ----------------------------- | ----------------- | -------- | ----------------- |
| ۲۰۰۴–۲۰۱۰  | ایمجینیشن پلاس                | پنل               | کی‌بی‌اس۲  |                   |
| ۲۰۰۶       | بونگی سونگ کینگ/اس مچ         |                   | اس‌بی‌اس   |                   |
| ۲۰۰۶       | Roundly Roundly               | میزبان            | اس‌بی‌اس   |                   |
| ۲۰۰۷–۲۰۰۹  | آهنگ‌های جاودان                | میزبان            | کی‌بی‌اس   |                   |
| ۲۰۰۸       | کوکو تورز سینگل♥سینگل         | میزبان            | کی‌بی‌اس۲  |                   |
| ۲۰۰۹       | اوپا بند                      | 오빠밴드          | ام‌بی‌سی   | عضو گروه بازیگران |
| ۲۰۰۹       | کوییز پرینس                   |                   | ام‌بی‌سی   | عضو گروه بازیگران |
| ۲۰۰۹       | گریت هوپ                      |                   | ام‌بی‌سی   | عضو گروه بازیگران |
| ۲۰۰۹–۲۰۱۰  | تیم بیسبال شکست ناپذیر        | کی‌بی‌اس۲           |          | عضو گروه بازیگران |
| ۲۰۱۰       | هات برادرز                    | ام‌بی‌سی            |          | عضو گروه بازیگران |
| ۲۰۱۱–۲۰۱۳  | ون وین                        | میزبان            | کی‌بی‌اس۲  | قسمت‌های ۱۳۳–۱۴۶   |
| ۲۰۱۲       | گاد آو ویکتوری                | عضو گروه بازیگران | ام‌بی‌سی   |                   |
| ۲۰۱۲–۲۰۱۳  | بیتلز کد                      | مودریتر           | ام‌نت     | فصل ۲             |
| ۲۰۱۳       | مونلایت پرینس                 | عضو گروه بازیگران | کی‌بی‌اس   |                   |
| ۲۰۱۶       | گرل اسپیریت                   | گوروس             | جی‌تی‌بی‌سی |                   |
| ۲۰۱۶       | گاد آو میوزیک ۲               | عضو گروه بازیگران | ام‌نت     |                   |
| ۲۰۱۶–۲۰۱۷  | لایف بار                      | میزبان            | تی‌وی‌ان   | فصل ۱             |
| ۲۰۱۷       | پروژه اس: اهدای استعداد شیطان | عضو گروه بازیگران | ام‌نت     |                   |
| ۲۰۱۷       | Oppa Thinking                 | عضو گروه بازیگران | ام‌بی‌سی   | لیدر تیم ۱        |
| ۲۰۱۸–اکنون | پسر کوچولوی بزرگ من           | عضو ویژه          | اس‌بی‌اس   | قسمت‌های ۶۹–اکنون  |
| ۲۰۱۹       | هیت د تاپ                     | عضو گروه بازیگران | ام‌بی‌ان   |                   |
| ۲۰۲۱       | تیکی تاکار                    | عضو گروه بازیگران | اس‌بی‌اس   |                   |
| ۲۰۲۱       | هانی‌مون تاورن                 | عضو گروه بازیگران | تی‌وی‌ان   | [ ۲ ] [ ۳ ]       |
| ۲۰۲۱       | دول‌سینگ فورمن                 | میزبان            | اس‌بی‌اس   | [ ۴ ]             |

### برنامه اینترنتی
| سال  | عنوان      | نقش    | توضیحات                  | منابع |
| ---- | ---------- | ------ | ------------------------ | ----- |
| ۲۰۲۱ | د گاد فادر | میزبان | همراه کای و کیم جونگ مین | [ ۵ ] |